# Harald Pachner
Harald Pachner (1978) è un ex sciatore alpino austriaco.

## Biografia
Specialista delle prove veloci attivo dal dicembre del 1994, in Coppa Europa Pachner esordì il 7 marzo 1995 a Saalbach-Hinterglemm in discesa libera, senza completare la gara, e ottenne il miglior piazzamento il 5 febbraio 1997 a La Thuile nella medesima specialità (26º); ai successivi Mondiali juniores di Schladming 1997 vinse la medaglia d'argento nel supergigante. Prese per l'ultima volta il via in Coppa Europa il 22 gennaio 1999 a Falcade in supergigante, senza completare la gara, e si ritirò all'inizio della stagione 1999-2000: la sua ultima gara fu uno slalom gigante FIS disputato il 18 dicembre a Hochficht. Non debuttò in Coppa del Mondo né prese parte a rassegne olimpiche o iridate.

## Palmarès

### Mondiali juniores
- 1 medaglia:
  - 1 argento (supergigante a Schladming 1997)